# Lays-sur-le-Doubs
Lays-sur-le-Doubs est une commune française située dans le département de Saône-et-Loire, en région Bourgogne-Franche-Comté.

## Géographie
Lays-sur-le-Doubs fait partie de la Bresse louhannaise. Comme son nom l'indique, elle est traversée par le Doubs.
Actuellement, Lays-sur-le-Doubs conserve son excellente réputation de pêche (le Doubs, plusieurs zones d'étangs avec carte) et de camping. Le Doubs dans sa base vallée, pleine de méandres, quand il est bas l'été, offre de nombreuses plages, et petits bassins, propices à tout  baigneur aguerri qui sait bien mesurer le danger. La zone est classée Natura 2000, toutes les grèves ne sont pas accessibles au public, en  zone biotope elle accueille des espèces animales totalement disparues aux alentours.

### Climat
Pour des articles plus généraux, voir Climat de la Bourgogne-Franche-Comté et Climat de Saône-et-Loire.
En 2010, le climat de la commune est de type climat océanique dégradé des plaines du Centre et du Nord, selon une étude du Centre national de la recherche scientifique s'appuyant sur une série de données couvrant la période 1971-2000. En 2020, Météo-France publie une typologie des climats de la France métropolitaine dans laquelle la commune est exposée à un climat semi-continental et est dans la région climatique Bourgogne, vallée de la Saône, caractérisée par un bon ensoleillement (1 900 h/an), un été chaud (18,5 °C), un air sec au printemps et en été et des vents faibles.
Pour la période 1971-2000, la température annuelle moyenne est de 10,9 °C, avec une amplitude thermique annuelle de 17,7 °C. Le cumul annuel moyen de précipitations est de 897 mm, avec 11,7 jours de précipitations en janvier et 7,8 jours en juillet. Pour la période 1991-2020, la température moyenne annuelle observée sur la station météorologique de Météo-France la plus proche, « Pagny-le-chateau », sur la commune de Chamblanc à 13 km à vol d'oiseau, est de 11,7 °C et le cumul annuel moyen de précipitations est de 802,0 mm. 
La température maximale relevée sur cette station est de 39,6 °C, atteinte le 7 août 2003 ; la température minimale est de −17,8 °C, atteinte le 20 décembre 2009,,.
Les paramètres climatiques de la commune ont été estimés pour le milieu du siècle (2041-2070) selon différents scénarios d'émission de gaz à effet de serre à partir des nouvelles projections climatiques de référence DRIAS-2020. Ils sont consultables sur un site dédié publié par Météo-France en novembre 2022.

## Urbanisme

### Typologie
Au 1er janvier 2024, Lays-sur-le-Doubs est catégorisée commune rurale à habitat très dispersé, selon la nouvelle grille communale de densité à sept niveaux définie par l'Insee en 2022.
Elle est située hors unité urbaine et hors attraction des villes,.

### Occupation des sols
L'occupation des sols de la commune, telle qu'elle ressort de la base de données européenne d’occupation biophysique des sols Corine Land Cover (CLC), est marquée par l'importance des territoires agricoles (77,6 % en 2018), en diminution par rapport à 1990 (79,5 %). La répartition détaillée en 2018 est la suivante : terres arables (39,7 %), prairies (26,8 %), zones agricoles hétérogènes (11,1 %), eaux continentales (8,8 %), milieux à végétation arbustive et/ou herbacée (6,6 %), forêts (4,2 %), zones urbanisées (2,8 %). L'évolution de l’occupation des sols de la commune et de ses infrastructures peut être observée sur les différentes représentations cartographiques du territoire : la carte de Cassini (XVIIIe siècle), la carte d'état-major (1820-1866) et les cartes ou photos aériennes de l'IGN pour la période actuelle (1950 à aujourd'hui).

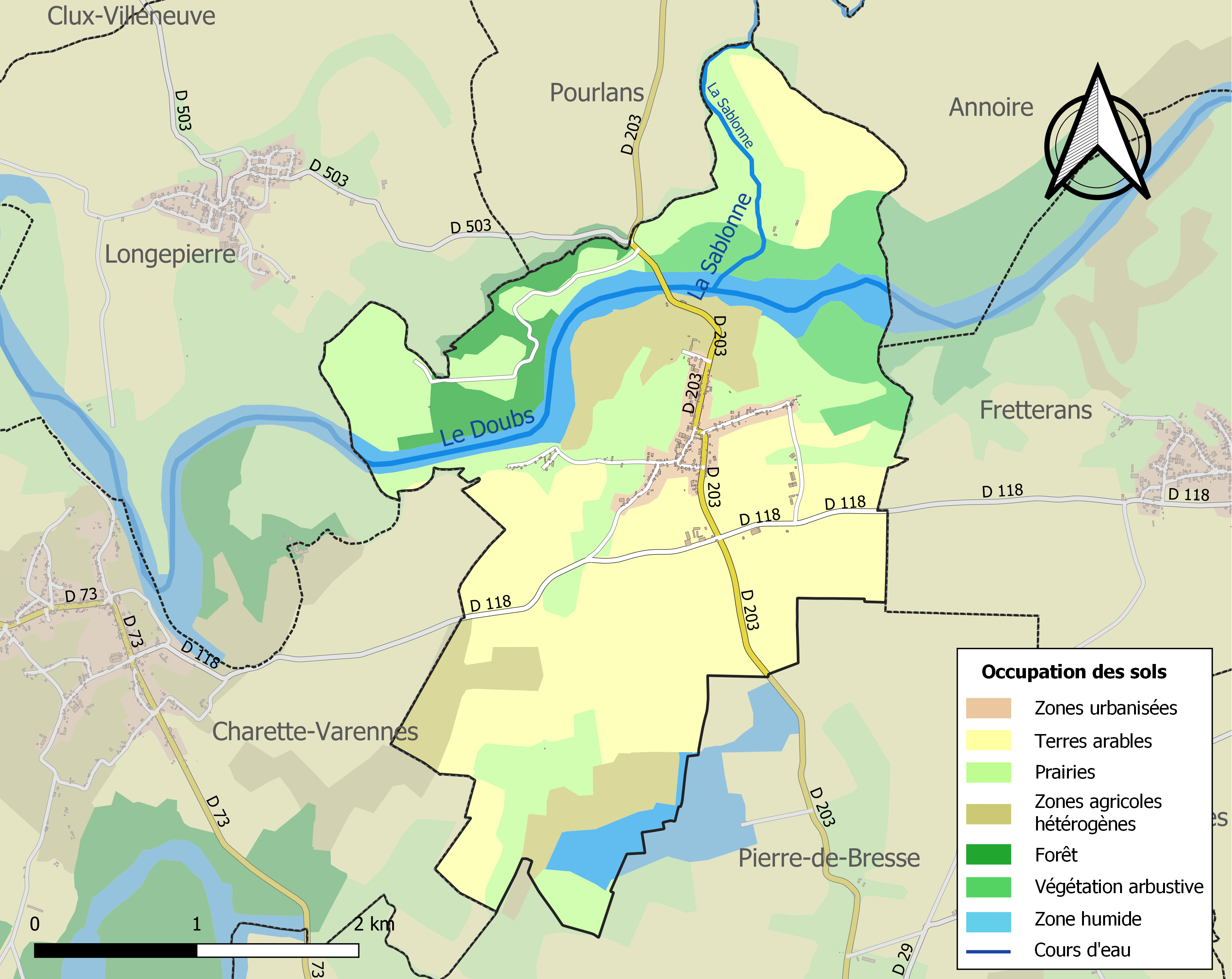
Carte des infrastructures et de l'occupation des sols de la commune en 2018 (CLC).

## Histoire
Une villa gallo-romaine entre Pourlans et Lays-sur-le-Doubs a été retrouvée lors des survols aériens de 1976, à la suite de la sécheresse de cette année en été (nord-ouest de Lays). Des fouilles ont permis la découverte d'une chaussure à clous, gallo-romaine, semblable à celles retrouvées à Arcenant au site de l'Ecartelot (canton de Nuits-Saint-Georges). Une autre villa gallo-romaine aurait été décelée sur le territoire de Lays-sur-le-Doubs. Elle n'a pas été fouillée, mais semble reconnue sur le village lui-même.
Le secteur a appartenu aux ducs de Bourgogne, capétiens puis valois. La grande voie menant à Dole (Jura) est parsemée de terres et de la grande voie dont ils étaient propriétaires.
Le Doubs n'a pas toujours été une frontière. Les possessions bourguignonnes étaient, à l'image de Saint-Jean-de-Losne, Chaugey et Maison-Dieu, de Bourgogne, c'est-à-dire implantées au-delà de l'eau. Le pont de Lays a une longue tradition jusqu'à nos jours puisqu'il n'a pas toujours été au même endroit et le franchissement aura connu diverses mésaventures mais un seul déplacement (du devant du château au derrière de celui-ci).
À une certaine époque, Lays aura accueilli plus de 5 000 personnes (estimations) du fait de ses échanges commerciaux. La rue des Juifs et le Vieux Porto en sont les souvenirs : c'est tout un couloir de rivage est-ouest qui a été utilisé, sans doute pour entrepôt et donc, toutes nuances gardées, d'échanges commerciaux.

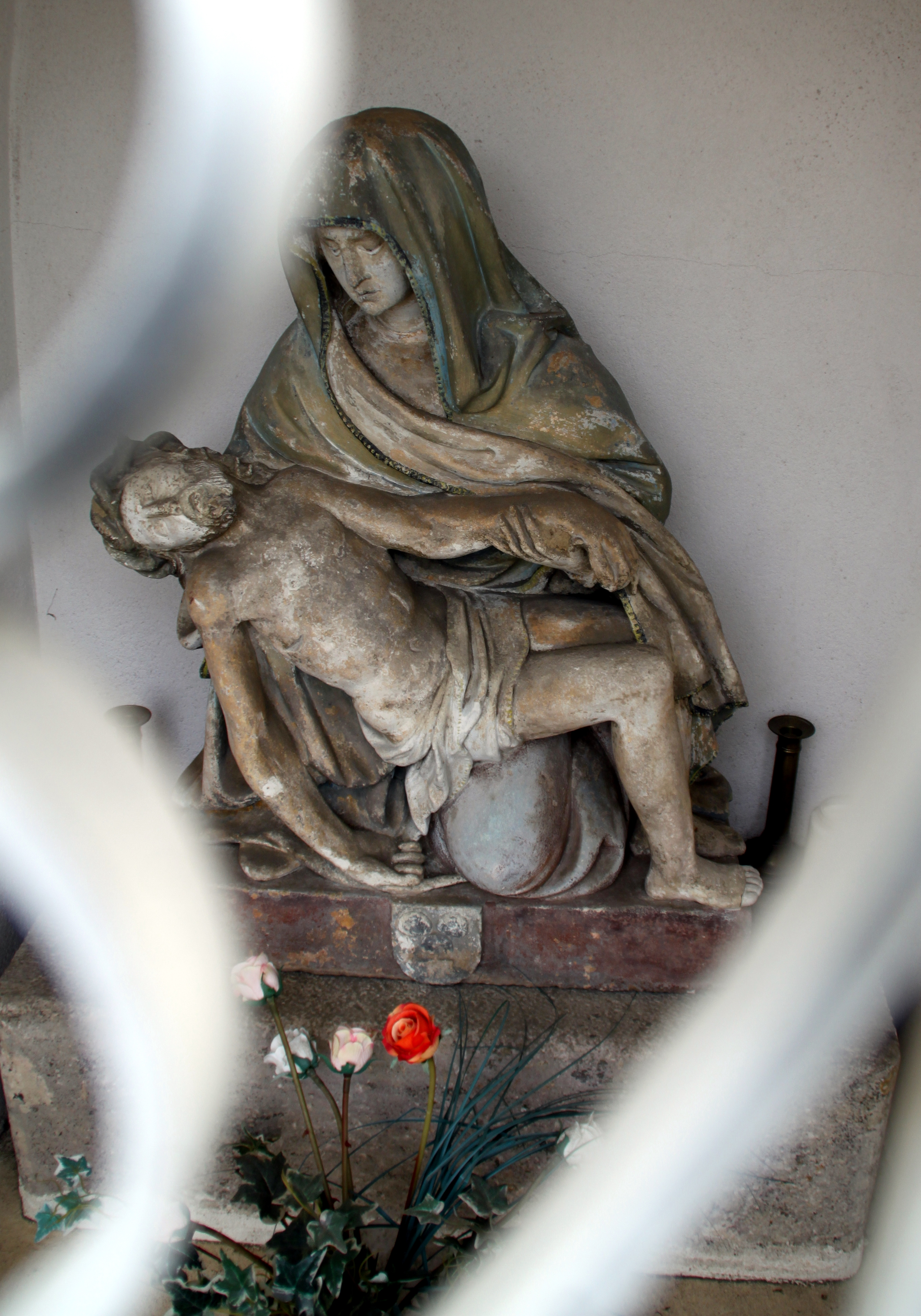
La pietà du XVI, trouvée dans le Doubs.

La première église du lieu était située au bord de l'eau, en face du château, à l'emplacement des gravières et du vaste endroit inoccupé de nos jours. Une pietà a été retrouvée dans les eaux (elle daterait du XVIe siècle et aurait été retrouvée fortuitement au XVIIIe siècle, ou début XIXe siècle), issue de l'église, maintenant dans une chapelle deux fois déplacée (une fois accolée à l'église, une autre fois le long d'une ferme dans l'actuelle rue du Bourg, et depuis peu légèrement à l'écart du carrefour route de Pierre - rue du Bourg). L'ensemble a été reconstruit dans le respect total du monument.
L'église actuelle, rattachée à la paroisse catholique Notre-Dame de Bresse-Finage (dont le siège est situé à Pierre-de-Bresse), a été bâtie sur des terres protégées par la digue du XVIIe siècle, après de terribles inondations qui ont emporté le premier lieu de culte (sis au nord du village, terrain plat actuel).
Bien des pages de l'histoire de Lays restent à écrire : ancienne fromagerie, sentiers de randonnée, traditions de menuisiers-charrons, charpentiers, l'école, élevage, agriculture et château de briques encore en état…
Jusqu'à la Révolution française, Lays-sur-le-Doubs, localité du département de Saône-et-Loire relevant depuis 1801 du diocèse d'Autun, dépendit du diocèse de Besançon.
1802 : Lays-sur-le-Doubs est l'une des premières communes de Saône-et-Loire à être cadastrée, conformément aux dispositions de l'arrêté du 12 brumaire an XI établissant le premier système de cadastre dit « par masse de culture » (il s'agissait d'établir la nature des cultures présentes sur le territoire des communes sans introduire toutefois de découpage entre les parcelles, l'administration se chargeant de faire coïncider les déclarations des propriétaires et les superficies concernées).

## Politique et administration
| Période                                  | Période  | Identité                         | Étiquette    | Qualité |
| ---------------------------------------- | -------- | -------------------------------- | ------------ | --- |
| Les données manquantes sont à compléter. |          |                                  |              | |
| ?                                        | ?        | Vicomte Louis de Truchis de Lays | Conservateur | Ancien officier, propriétaire-agriculteur Conseiller général du canton de Pierre-de-Bresse (1886-1904) Châtelain de Lays |
| 1983                                     | 2001     | Comte Gérard de Truchis de Lays  |              | Colonel Vice-président de la communauté de communes Châtelain de Lays                                                    |
| mars 2001                                | 2020     | Gérard Poisot                    |              | |
| mai 2020                                 | En cours | Philippe Duc                     |              | |

## Démographie
L'évolution du nombre d'habitants est connue à travers les recensements de la population effectués dans la commune depuis 1793. Pour les communes de moins de 10 000 habitants, une enquête de recensement portant sur toute la population est réalisée tous les cinq ans, les populations de référence des années intermédiaires étant quant à elles estimées par interpolation ou extrapolation. Pour la commune, le premier recensement exhaustif entrant dans le cadre du nouveau dispositif a été réalisé en 2005.

En 2022, la commune comptait 162 habitants, en évolution de +12,5 % par rapport à 2016 (Saône-et-Loire : −1,06 %, France hors Mayotte : +2,11 %).
| 1793 | 1800 | 1806 | 1821 | 1831 | 1836 | 1841 | 1846 | 1851 |
| ---- | ---- | ---- | ---- | ---- | ---- | ---- | ---- | ---- |
| 482  | 468  | 549  | 542  | 594  | 611  | 601  | 565  | 581  |

| 1856 | 1861 | 1866 | 1872 | 1876 | 1881 | 1886 | 1891 | 1896 |
| ---- | ---- | ---- | ---- | ---- | ---- | ---- | ---- | ---- |
| 575  | 564  | 533  | 498  | 500  | 463  | 453  | 502  | 440  |

| 1901 | 1906 | 1911 | 1921 | 1926 | 1931 | 1936 | 1946 | 1954 |
| ---- | ---- | ---- | ---- | ---- | ---- | ---- | ---- | ---- |
| 431  | 404  | 406  | 354  | 329  | 315  | 297  | 247  | 227  |

| 1962 | 1968 | 1975 | 1982 | 1990 | 1999 | 2005 | 2006 | 2010 |
| ---- | ---- | ---- | ---- | ---- | ---- | ---- | ---- | ---- |
| 241  | 218  | 232  | 192  | 170  | 147  | 123  | 123  | 130  |

| 2015 | 2020 | 2022 | - | - | - | - | - | - |
| ---- | ---- | ---- | - | - | - | - | - | - |
| 144  | 156  | 162  | - | - | - | - | - | - |

## Lieux et monuments
- Le château de Lays-sur-le-Doubs[18].

## Personnalités liées à la commune
- Famille de Truchis de Lays
- Étienne Breton-Leroy (Dijon, 1970), écrivain.

## Pour approfondir